# هورا سواتهو واتسلاوا
هورا سواتهو واتسلاوا (به چکی: Hora Svatého Václava) یک منطقهٔ مسکونی در جمهوری چک است که در ناحیه دوماژلیتسه واقع شده‌است. هورا سواتهو واتسلاوا ۷٫۶۵ کیلومتر مربع مساحت و ۶۳ نفر جمعیت دارد و ۵۷۲ متر بالاتر از سطح دریا واقع شده‌است.